# Darlene Hooley

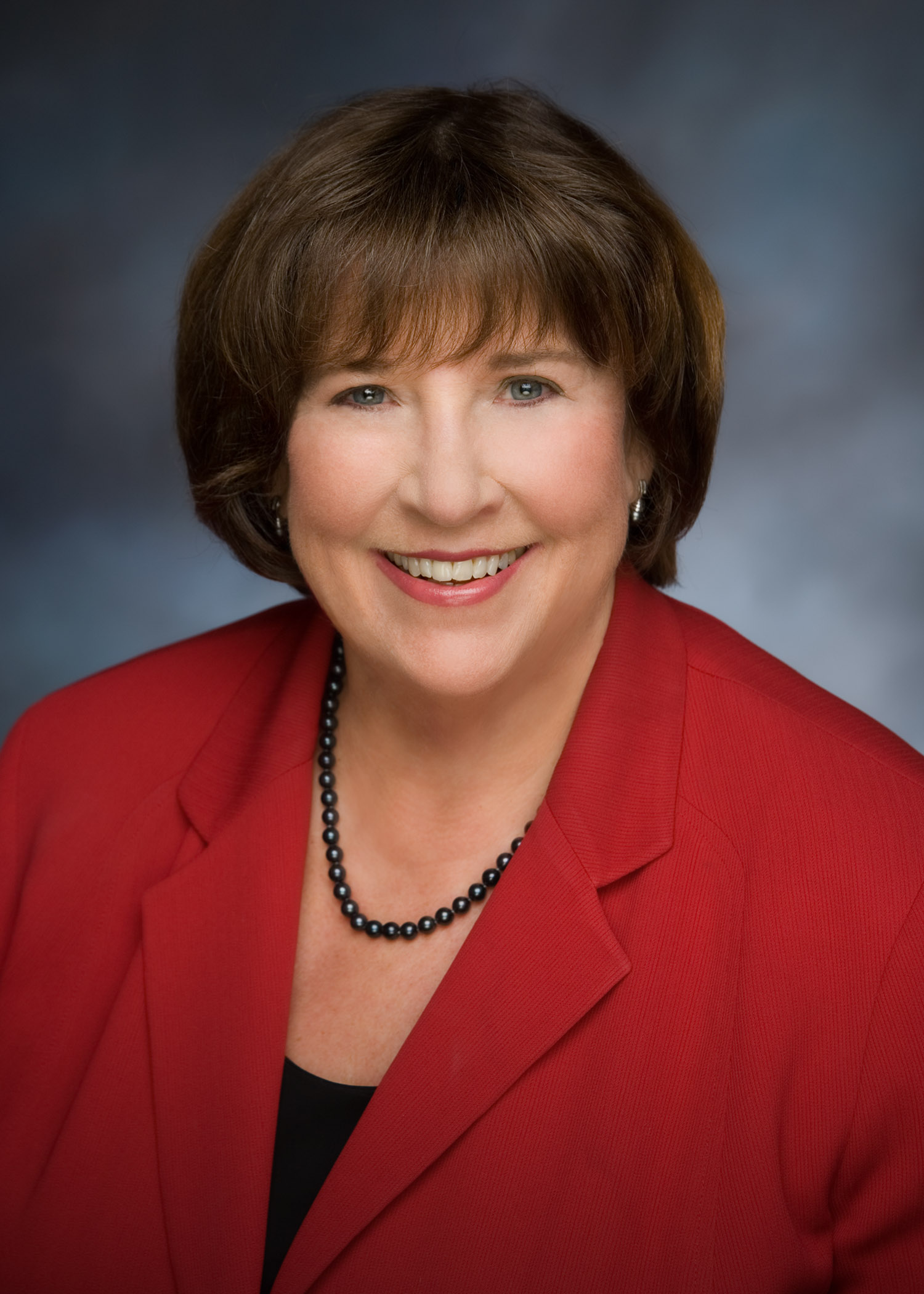
Darlene Hooley

Darlene Kay Olson Hooley (geboren als Darlene Olson; * 4. April 1939 in Williston, Williams County, North Dakota) ist eine US-amerikanische Politikerin. Zwischen 1997 und 2009 vertrat sie den fünften  Wahlbezirk des Bundesstaates Oregon im US-Repräsentantenhaus.

## Werdegang
Im Alter von acht Jahren kam Darlene Olson mit ihren Eltern nach Salem in Oregon, wo sie die Salem Academy besuchte. Danach wechselte sie auf das Pasadena Nazarene College in Kalifornien. Nach ihrer Rückkehr studierte sie bis 1961 an der University of Oregon. Zwischen 1961 und 1975 arbeitete sie als Lehrerin. 1965 heiratete sie den Lehrer John Hooley, mit dem sie zwei Kinder haben sollte; die Ehe wurde 1997 geschieden.
Hooley wurde Mitglied der Demokratischen Partei. Zwischen 1977 und 1980 war sie Mitglied im Stadtrat von West Linn und von 1980 bis 1986 war sie Abgeordnete im Repräsentantenhaus von Oregon. Danach gehörte sie zwischen 1986 und 1996 dem Kreistag im Clackamas County an.
1996 wurde Darlene Hooley in das US-Repräsentantenhaus gewählt. Dort trat sie am 3. Januar 1997 die Nachfolge von Jim Bunn an, den sie bei den Wahlen geschlagen hatte. Nach mehreren Wiederwahlen konnte sie ihr Mandat im Kongress bis zum 3. Januar 2009 ausüben. Ihre Wahlergebnisse lagen jeweils zwischen 51 % und 57 % der Wählerstimmen. Im Jahr 2002 sprach sie sich gegen den Irakkrieg aus. Sie war Mitglied im Wissenschafts- und Technologie-Ausschuss, im Haushaltsausschuss sowie im Energie- und Handelsausschuss. 2008 verzichtete sie auf eine erneute Kandidatur. Heute lebt Darlene Hooley in West Linn.